# Jacaena punctata
Espèce
Jacaena punctata est une espèce d'araignées aranéomorphes de la famille des Liocranidae.

## Distribution
Cette espèce est endémique de la province de Nan en Thaïlande,. Elle se rencontre entre 1 300 et 1 550 m sur le Doi Wao et le Doi Phu Kha.

## Description
Le mâle holotype mesure 7,4 mm et la femelle paratype 8,7 mm.

## Publication originale
- Dankittipakul, Tavano & Singtripop, 2013 : Revision of the spider genus Jacaena Thorell, 1897, with descriptions of four new species from Thailand (Araneae: Corinnidae). Journal of Natural History, vol. 47, no 23/24, p. 1539-1567.